# Germán Puentes
Germán Puentes Alcañiz (Barcellona, 18 dicembre 1972) è un ex tennista spagnolo.

## Carriera
Ha ottenuto i risultati migliori a cavallo tra gli anni 1990 e i 2000, nella stagione 1999 ha raggiunto i quarti di finale a Båstad e la semifinale a Praga mentre due anni dopo ha giocato i quarti a Casablanca. Nei tornei dello Slam vanta un secondo turno a Wimbledon 2001 in singolare e agli Australian Open 2001 nel doppio.
Ha raggiunto la top-100 mondiale sia nel singolare che nel doppio maschile, ha vinto quattro tornei Challenger in singolare e dieci nel doppio la maggior parte in coppia con Eduardo Nicolás.

## Statistiche

### Tornei minori

#### Singolare

##### Vittorie (4)
| Legenda tornei minori |
| Challenger (4)        |
| Futures (0)           |

| N. | Anno | Torneo                  | Superficie  | Avversario in finale | Punteggio   |
| 1. | 2000 | Open Barletta, Barletta | Terra rossa | Tommy Robredo        | 6-4, 7–6(3) |
| 2. | 2000 | Ulm Challenger, Ulma    | Terra rossa | David Sánchez        | 6-3, 6-3    |
| 3. | 2000 | Linz Challenger, Linz   | Terra rossa | Edwin Kempes         | 7–6(7), 6-1 |
| 4. | 2001 | Schickedanz Open, Fürth | Terra rossa | Kristian Pless       | 6-4, 6-3    |